# Turecká
Turecká est un village situé près de Banská Bystrica, dans la région de Banská Bystrica, dans le centre de la Slovaquie.

## Histoire
Première mention écrite du village en 1563.

## Démographie

### Évolution de la population
| Année:               | 1994. | 2004.   | 2014.   | 2024.    |
| -------------------- | ----- | ------- | ------- | -------- |
| Nombre de personnes: | 137   | 139     | 147     | 165      |
| Différence:          |       | +1,45 % | +5,75 % | +12,24 % |

| Année:               | 2023. | 2024.   |
| -------------------- | ----- | ------- |
| Nombre de personnes: | 158   | 165     |
| Différence:          |       | +4,43 % |

## Tourisme
Une petite station de ski a été développée à proximité immédiate, sur les pentes du mont Krížna (1 574 m).